# نوربرت كالينز
نوربرت كالينز (بالفرنسية: Norbert Callens)‏ ولد بتاريخ 22 يونيو 1924، وتوفي في 12 مارس 2005، كان دراج بلجيكي في صنف سباق الدراجات على الطريق.

## سجل النتائج

### سباقات أو مراحل فاز بها
- طواف فرنسا

## وصلات خارجية
- الموقع الرسمي

## روابط خارجية
- نوربرت كالينز على موقع أرشيف الدراجات (الإنجليزية)
- نوربرت كالينز على موقع إحصائيات الدراجات الإحترافية (الإنجليزية)